# Maroussi BC
Maroussi Ateny (gr. K.A.E. Μαρούσι Αθήνα) – grecki zawodowy klub koszykarski z siedzibą w Marusi.
Sponsorem drużyny są tureckie linie lotnicze - Turkish Airlines, które są także sponsorami drużyn piłkarskich FC Barcelony i Manchesteru United. Oprócz nich drużynę wspomaga sieć kawiarń - Costa Coffee.

## Znani zawodnicy
W zespole z dzielnicy Aten grali tacy koszykarze, jak: John Korfas, Angelos Koronios, Michalis Pelekanos, Vasco Evtimov, Jorgos Karangutis, Roderick Blakney, Michael Koch, Vassilis Spanoulis, Blagota Sekulic, Branko Milisavjlević, Renaldis Seibutis, Andreas Glyniadakis, Anatoli Zurpenko, Jorgos Diamandopulos, Stephen Arigbabu i Nikolai Padius.
Niektórzy koszykarze grali także na polskich parkietach, a są to: Pat Burke, Mark Dickel, Chris Thomas, Jared Homan i Ivan Grgat.

## Sukcesy
- zdobywca Pucharu Saporty 2001
- finalista EuroChallenge 2004
- wicemistrz Grecji 2004
- finalista Pucharu Grecji 2002, 2006